# MOS Technology 6507

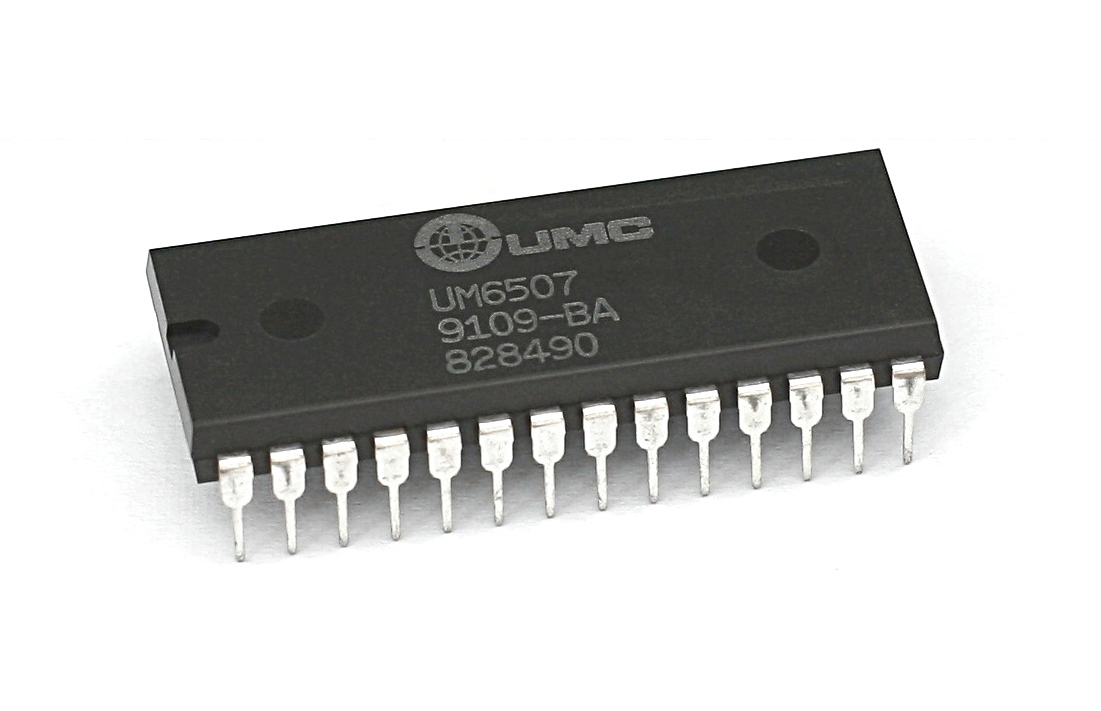
UM6507: 6507-Nachbau des Lizenznehmers UMC

Der MOS Technology 6507 ist ein 8-Bit-Mikroprozessor, der von der Firma MOS Technology entwickelt wurde.  

## Technische Details
Der 6507 ist ein Derivat des Mikroprozessors MOS Technology 6502. Für die Herstellung des 6507 wurden dieselben Masken zum Aufbringen der Transistor-Gate-Isolation, der Leiter aus Polysilizium und der negativ dotierten leitenden Flächen verwendet. Erst nach dem finalen Aufbringen der metallischen Leiter unterschieden sich die Dies beider Mikroprozessoren. Beim 6507 werden nur 13 Adressleitungen herausgeführt und auch einige andere Signale fehlen im Vergleich zum 6502. Das DIL-Gehäuse des 6507 konnte dadurch deutlich kleiner ausfallen: während der 6502 mit 40 Pins ausgestattet ist, sind es beim 6507 nur 28. Dies hatte zur Folge, dass der 6507 zu einem günstigeren Preis als der 6502 angeboten werden konnte. Wegen der reduzierten Zahl an Adressleitungen ist der Adressraum des 6507 auf 8 KB begrenzt. Weil weder der NMI- noch der IRQ-Eingang des 6502-Designs herausgeführt werden – sie sind intern an das 5-V-Potenzial angeschlossen –, sind hardwaregesteuerte Interrupts beim 6507 nicht möglich. Es existierten vier Taktvarianten des Mikroprozessors. Maximal spezifiziert ist eine Taktung mit 4 MHz.

## Hersteller und Verwendung
Als Hersteller des 6507 traten die Commodore Semiconductor Group (CSG), Rockwell Semiconductor Systems, Synertek und die United Microelectronics Corporation (UMC) auf. Der Mikroprozessor wurde unter anderem in der Atari-2600-Spielkonsole und dem Diskettenlaufwerk Atari 1050 verbaut. Atari führte ihn unter der Teile-Nummer CO10745.